# Długi Upłaz

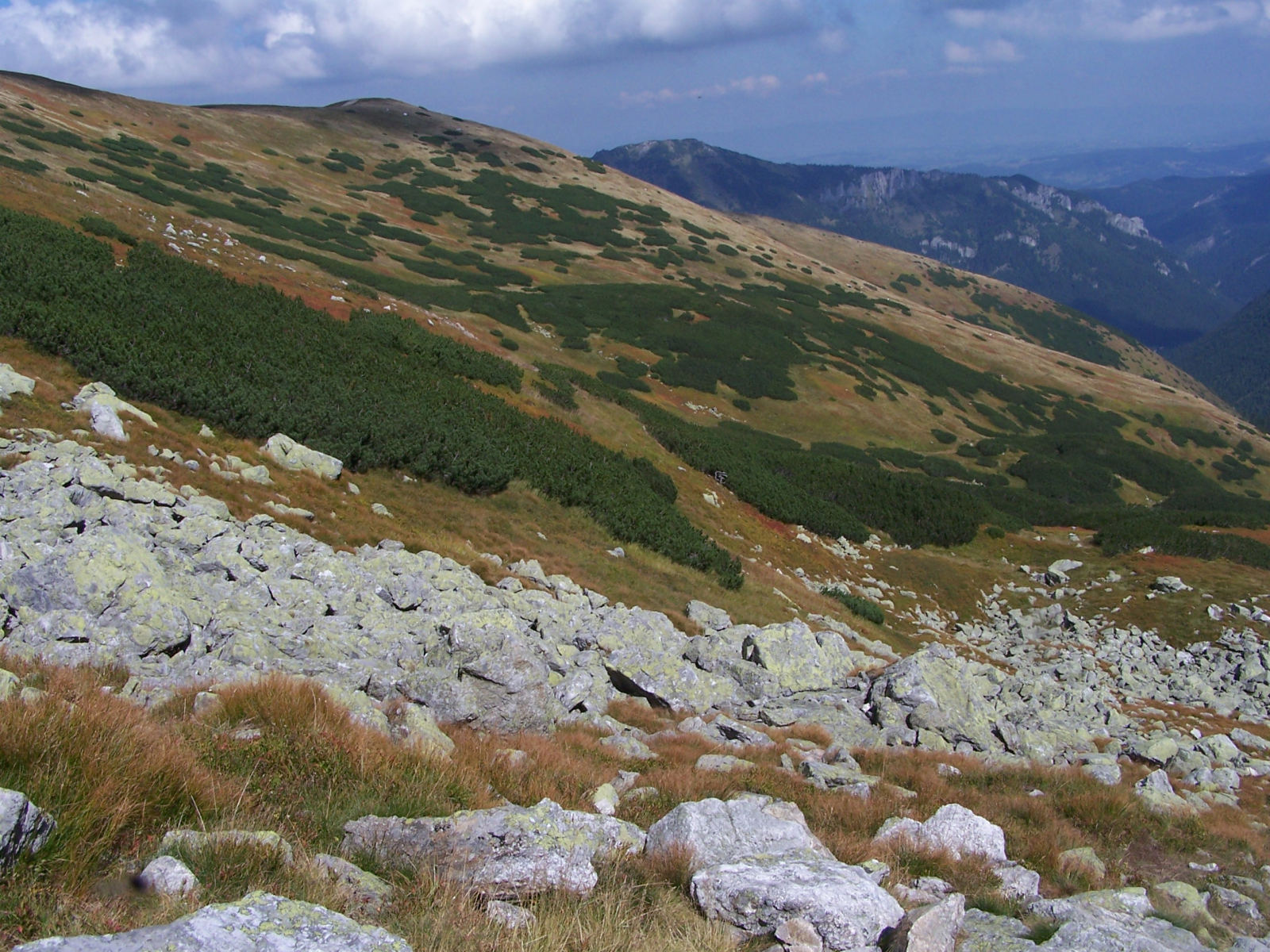
Długi Upłaz od polskiej strony. W głębi Bobrowiec

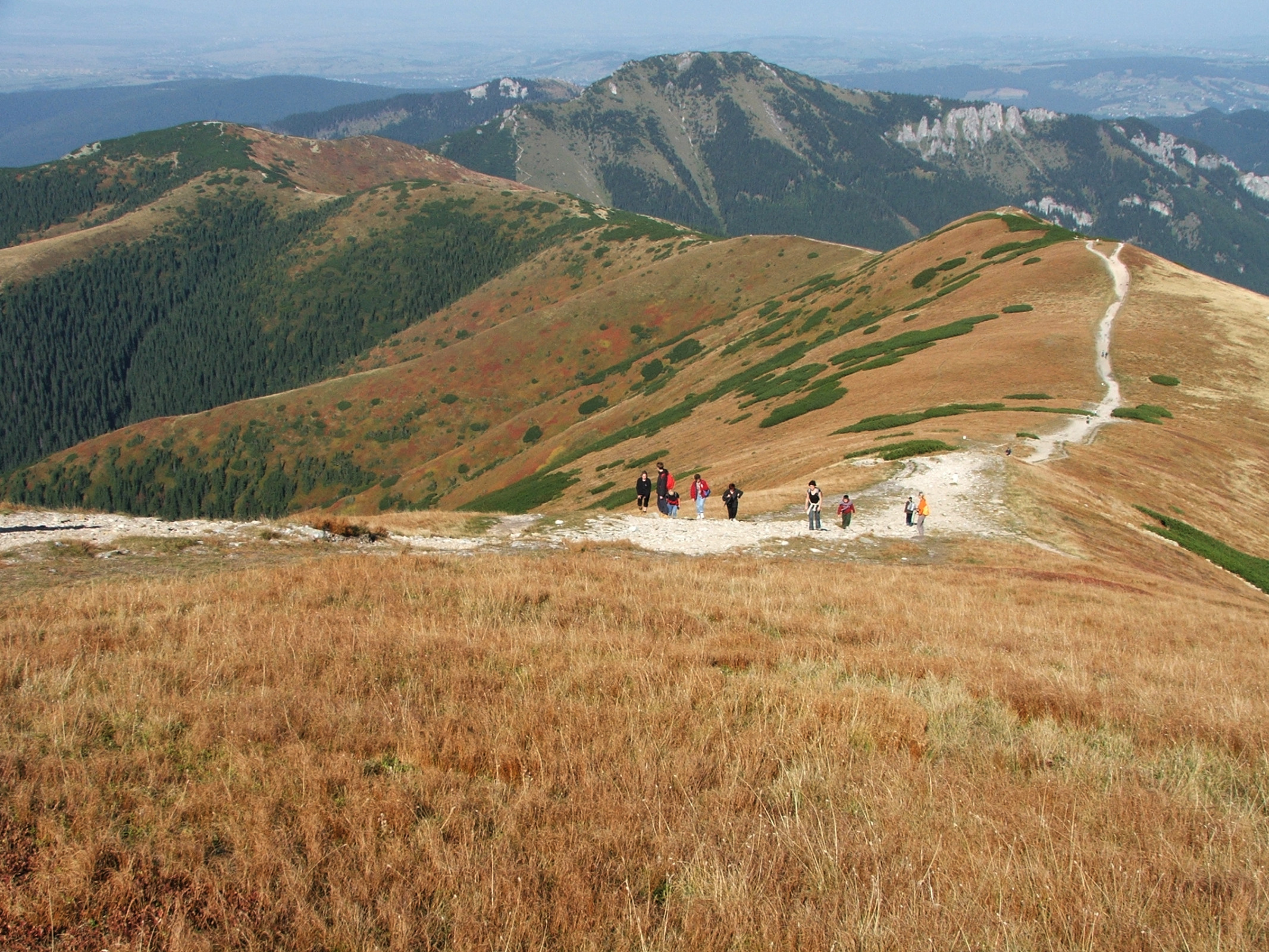
Długi Upłaz ze szlaku na Wołowiec

Długi Upłaz (słow. Dlhý úplaz) – odcinek północnej grani Wołowca pomiędzy Rakoniem a Łuczniańską Przełęczą w Tatrach Zachodnich. Granią tą przebiega granica polsko-słowacka. Zachodnie stoki Długiego Upłazu opadają do słowackiej Doliny Zadniej Łatanej. Mająca ok. 2 km długości grań Długiego Upłazu jest płaska i zaokrąglona. Zaznaczają się w niej tylko dwa niewiele wyróżniające się wzniesienia o wysokości 1785 i 1632 m i wcina się w nią górny koniec Litworowego Żlebu. Górale nazywali Długim Upłazem wschodnie stoki opadające do Doliny Chochołowskiej Wyżniej, będącej górną częścią Doliny Chochołowskiej.
Długi Upłaz zbudowany jest ze skał metamorficznych należących do trzonu krystalicznego Tatr. Są to gnejsy, migmatyty, amfibolity, mylonity i kwarcyty. Jest trawiasty i zarastający kępami kosodrzewiny, miejscami wystają skały kwarcytowe. Dawniej stanowił tereny pasterskie Hali Chochołowskiej.
Z trasy turystycznej, która prowadzi cały czas odkrytym odcinkiem grani, rozpościerają się rozległe widoki na szczyty i doliny Tatr Zachodnich. Na południu wznoszą się Rohacze, swoim wyglądem przypominające bardziej szczyty Tatr Wysokich niż Zachodnich, piramida Starorobociańskiego Wierchu i polodowcowy kocioł Doliny Chochołowskiej Wyżniej. Jesienią stoki wybarwione są na wszystkie niemal kolory; ciemnoczerwone kępy borówek, żółte bliźniczki psiej trawki, fioletowo kwitnące wrzosy i ciemnozielone kępy kosówki z wystającymi białymi turniami Bobrowca.

## Szlaki turystyczne
– niebieski szlak z Grzesia przez Rakoń na Wołowiec. Czas przejścia: 1:45 h, ↓ 1:30 h.